# 張國哲
張國哲（朝鮮語: 장국철；英語: Jang Kuk-Chol；1994年2月16日—），有時被譯為「張功哲」，是一名朝鮮足球運動員。入選過朝鮮國家青年足球隊、朝鮮國家奧運足球隊和朝鮮國家足球隊。曾經效力於朝鮮足球聯賽球會輕工業省體育團，現在效力鯉明水體育團。

## 簡歷
張國哲曾經代表朝鮮參加2014年世界盃的預選賽，及後參加2012年亞足聯挑戰盃並協助朝鮮奪得冠軍取得亞洲盃席位。
2015年，參與了亞洲盃賽事，而朝鮮在小組賽全負沒能晉級。之後，又參與2015年東亞盃決賽賽事，以一勝一平一負成績獲得季軍。2016年，參與了2017年東亞足球錦標賽外圍賽第二圈，協助朝鮮奪得第二輪資格賽冠軍並取得決賽席位，次年參與2017年東亞足球錦標賽決賽賽事，以一平兩負成績獲得殿軍。2018年參與了東亞足球錦標賽外圍賽第二圈，但得球差負給香港足球代表隊，不能成功獲得資格賽冠軍而取得決賽出線席位。
此前，曾代表朝鮮國家青年足球隊參加2010年亞足聯U19青年錦標賽並奪得冠軍，其後參加了2011年U20世界盃足球賽，2012年再次代表朝鮮國家青年足球隊參加2012年濰坊杯足球賽，在決賽對西班牙球會維拉利爾中負給對方而獲得亞軍，之後參加2012年亞足聯U19青年錦標賽，在分組賽對烏茲別克國家青年足球隊中負給對方，沒能成功晉級準決賽。
另外，2011年代表朝鮮國家奧運足球隊參加2012年夏季奧林匹克運動會男子足球比賽預選賽，在對阿聯國家奧運足球隊的第二輪預選賽第二回合賽事中以後備身陣上陣，卻因主客場得失球負給對方沒能成功晉級第三輪預選賽。2012年，代表朝鮮參加2013年亞足聯U22錦標賽資格賽，並成功晉級。2013年，代表朝鮮參加2013年東亞運動會足球比賽，而朝鮮國家奧運足球隊在該屆第一次獲得金牌，同時這場比賽是最後一屆東亞運動會足球比賽，也是最後一次金牌。之後，代表朝鮮參加2013年亞足聯U22錦標賽，在分組賽對敘利亞國家奧運足球隊中負給對方，及後對阿聯國家奧運足球隊中與對方平手，沒能成功晉級半準決賽。後來，代表朝鮮參加2014年亞洲運動會足球比賽，而朝鮮國家奧運足球隊在該屆首次進入四強，在金牌戰加時賽被韓國國家奧運足球隊絕殺，獲得銀牌。2015年再代表朝鮮參加2016年亞足聯U23錦標賽資格賽並成功晉級，之後又參加2016年亞足聯U23錦標賽，在分組賽對沙特阿拉伯國家奧運足球隊和泰國國家奧運足球隊中先後打平對方，以得失球差晉級半準決賽，及後在半準決賽對卡塔爾國家奧運足球隊中於加時賽負給對方，沒能成功晉級準決賽。
2018年以超齡身分入選朝鮮國家奧運足球隊參與2018年亞洲運動會足球比賽，在八強賽事對阿聯國家奧運足球隊中互射點球負給對方沒能晉後準決賽。

## 國際賽進球
朝鮮
| # | 日期           | 場地           | 對手     | 進球 | 比數 | 比賽                             |
| - | -------------- | -------------- | -------- | ---- | ---- | -------------------------------- |
| 1 | 2012年3月9日   | 尼泊爾加德滿都 | 菲律賓   | 2–0  | 2–0  | 2012年亞足聯挑戰盃               |
| 2 | 2012年3月11日  | 尼泊爾加德滿都 |          | 0–2  | 0–2  | 2012年亞足聯挑戰盃               |
| 3 | 2015年6月16日  | 朝鮮平壤       |          | 2–0  | 4–2  | 2018年世界盃外圍賽 (亞洲區)      |
| 4 | 2018年11月16日 | 中華民國台北   | 中華臺北 | 0–2  | 0–2  | 2019年東亞足球錦標賽外圍賽第二圈 |

朝鮮U-23(超齡身分)
| # | 日期          | 場地       | 對手 | 進球 | 比數 | 比賽                     |
| - | ------------- | ---------- | ---- | ---- | ---- | ------------------------ |
| 1 | 2018年8月15日 | 印尼芝嘉琅 | 緬甸 | 1–1  | 1–1  | 2018年亞洲運動會足球比賽 |

朝鮮U-23
| # | 日期          | 場地       | 對手         | 進球 | 比數 | 比賽                        |
| - | ------------- | ---------- | ------------ | ---- | ---- | --------------------------- |
| 1 | 2015年3月29日 | 泰國曼谷   | 柬埔寨       | 0–4  | 1–4  | 2016年亞足聯U23錦標賽資格賽 |
| 2 | 2016年1月16日 | 卡塔爾多哈 | 沙烏地阿拉伯 | 3–3  | 3–3  | 2016年亞足聯U23錦標賽       |

朝鮮U-20
| # | 日期          | 場地           | 對手   | 進球 | 比數 | 比賽                      |
| - | ------------- | -------------- | ------ | ---- | ---- | ------------------------- |
| 1 | 2010年10月5日 | 中國淄博       | 伊拉克 | 1–0  | 3–0  | 2010年亞足聯U19青年錦標賽 |
| 2 | 2012年8月18日 | 中國濰坊       | 中國   | 2–0  | 2–0  | 2012年濰坊杯足球賽        |
| 3 | 2012年11月6日 | 阿聯酋拉斯海瑪 | 越南   | 0–4  | 0–5  | 2012年亞足聯U19青年錦標賽 |

## 榮譽

### 國家隊
朝鮮
- 亞足聯挑戰盃冠軍：2012年；
- 東亞足球錦標賽外圍賽第二圈冠軍：2016年；

朝鮮U-23
- 東亞運動會足球比賽金牌：2013年；

朝鮮U-20
- 亞足聯U19青年錦標賽冠軍：2010年；

### 球會
火炬體育團
- 朝鮮足球甲組聯賽冠軍（2）：2014年、2016年；
- 普天堡火炬獎運動會：2017年；

鯉明水體育團
- 萬景台獎運動會冠軍：2013年；

## 連接
- 張國哲在National-Football-Teams.com的資料